# Médaille commémorative des services volontaires dans la France libre
La Medaglia commemorativa per il volontariato nella Francia libera (in francese: Médaille commémorative des services volontaires dans la France libre) fu una medaglia commemorativa della Repubblica Francese istituita il 4 aprile 1946 per riconoscere la partecipazione individuale alle Forze francesi libere (FFL).

## Istituzione della medaglia
La medeglia fu istituita il 4 aprile 1946 su proposta del generale Edgard de Larminat per commemorare il servizio resi sia da militari che da civili, francesi e non, che si impegnarono nelle Forze francesi libere. Venne assegnata a tutte le persone riconosciute come Français libre, ovvero per aver sottoscritto un impegno con la FFL tra il 18 giugno 1940 e il 1 agosto 1943, o per aver sostenuto la causa delle FFL. Quando, il 7 luglio 1958, la decorazione cessò di essere assegnata, ne erano state insignite 13469 persone.

## Descrizione della medaglia
La medaglia è in metallo argentato, a forma di croce di Lorena. Il dritto reca la scritta FRANCE LIBRE mentre il retro reca le date del 18 giugno 1940 e dell'8 maggio 1945. Il nastro è blu con righe oblique rosse.

## Destinatari degni di nota (elenco parziale)
- Philippe Leclerc de Hauteclocque Generale
- Joséphine Baker Attrice e cantante
- Marie-Pierre Kœnig Generale
- Pierre Clostermann Aviatore
- Philippe Ragueneau Giornalista
- Michel Debré Politico
- Pierre Boulle Scrittore
- Philippe Leclerc de Hauteclocque Generale
- Jean Pierre Berger Aviatore